# Belfast Exposed
Belfast Exposed és una galeria fotogràfica de Belfast, establerta el 1983. Va ser la primera galeria fotogràfica dedicada a Irlanda del Nord i, el 2018, Sean O'Hagan a The Guardian la va descriure com "l'espai independent clau per a la fotografia contemporània" allà. Belfast Exposed alberga una galeria de 20 × 7 m per a l'exposició de fotografia contemporània, instal·lacions de navegació d'arxius digitals, una àmplia cambra fosca fotogràfica en blanc i negre i una sala d'edició digital en les seves instal·lacions del carrer Donegall.
Es va establir "per desafiar i subvertir les representacions mediàtiques de la ciutat devastada pels Troubles". La galeria s'ha centrat en la producció de treballs compromesos socialment i políticament, així com el desenvolupament i l'exposició de fotografia comunitària. S'hi ofereix formació per animar les comunitats locals a utilitzar la fotografia per gravar i comprendre el seu entorn.
Belfast Exposed acull un arxiu de mig milió d'imatges, que s'havien de publicar en línia en un arxiu digital el març de 2004.
La galeria s'utilitza com a seu tant durant el Belfast Film Festival com durant el Belfast Festival at Queen's.